# Zapasy na Letnich Igrzyskach Olimpijskich 1984 – kategoria do 57 kg w stylu klasycznym
Zmagania mężczyzn do 57 kg to jedna z dziesięciu męskich konkurencji w zapasach w stylu klasycznym rozgrywanych podczas Letnich Igrzysk Olimpijskich 1984. Pojedynki w tej kategorii wagowej odbyły się w dniach 1 – 3 sierpnia.

## Klasyfikacja[1]
| Pozycja | Nazwisko                         | Kraj              |
| ------- | -------------------------------- | ----------------- |
| 1       | Pasquale Passarelli              | RFN               |
| 2       | Masaki Etō                       | Japonia           |
| 3       | Bambis Cholidis                  | Grecja            |
| 4       | Niculae Zamfir                   | Rumunia           |
| 5       | Frank Famiano                    | Stany Zjednoczone |
| 6       | Benni Ljungbeck                  | Szwecja           |
| 7       | Mehmet Serhat Karadağ            | Turcja            |
| 8       | Park Byeong-hyo                  | Korea Południowa  |
| 9       | Antonino Caltabiano              | Włochy            |
| .       | Ronny Sigde                      | Norwegia          |
| 11      | Ilpo Seppälä                     | Finlandia         |
| 12      | Ali Laszkar                      | Maroko            |
| .       | Patrice Mourier                  | Francja           |
| 14      | Servio Severino                  | Dominikana        |
| .       | Ernesto Bahena                   | Meksyk            |
| .       | Abd al-Latif Chalaf Abd al-Latif | Egipt             |

## Zasady[2]
Uczestnicy zostali podzieleni na dwie grupy. Zawodnik który przegrał dwie walki odpadł z dalszej rywalizacji.
- TF — Łopatki
- SP — Przewaga (8-11 punktów różnicy, pokonany zdobył punkty)
- ST — Przewaga (12 punktów różnicy, przewaga techniczna)
- PP — Na punkty (1-7 punktów różnicy, pokonany zdobył punkty)
- PO — Na punkty (1-7 punktów różnicy, pokonany bez punktów)
- P0 — Pasywność (Zwycięzca nie zdobył punktów)
- P1 — Pasywność (Przy prowadzeniu różnicą 1-7 punktów)
- PS — Pasywność (Przy prowadzeniu różnicą 8-11 punktów)
- PA — Kontuzja

## Wyniki

### Rundy eliminacyjne

#### Grupa A
| Przegrane | Zawodnik                         | Wynik   | Czas/Punkty | Zawodnik                         | Przegrane |         |
| Runda 1   | Runda 1                          | Runda 1 | Runda 1     | Runda 1                          | Runda 1   | Runda 1 |
| --------- | -------------------------------- | ------- | ----------- | -------------------------------- | --------- | ------- |
| 1         | Antonino Caltabiano              | 1-3 PP  | 1-3         | Benni Ljungbeck                  | 0         |         |
| 0         | Ronny Sigde                      | 3-1 PP  | 10-3        | Ilpo Seppälä                     | 1         |         |
| 0         | Masaki Etō                       | 3-1 PP  | 8-4         | Ali Laszkar                      | 1         |         |
| 1         | Abd al-Latif Chalaf Abd al-Latif | 0-4 ST  | 0-14        | Bambis Cholidis                  | 0         |         |
| Runda 2   |                                  |         |             |                                  |           |         |
| 1         | Antonino Caltabiano              | 3-1 PP  | 8-2         | Ronny Sigde                      | 1         |         |
| 0         | Benni Ljungbeck                  | 3-1 PP  | 7-1         | Ilpo Seppälä                     | 2         |         |
| 0         | Masaki Etō                       | 4-0 ST  | 16-4        | Abd al-Latif Chalaf Abd al-Latif | 2         |         |
| 2         | Ali Laszkar                      | 0-3 PO  | 0-2         | Bambis Cholidis                  | 0         |         |
| Runda 3   |                                  |         |             |                                  |           |         |
| 2         | Antonino Caltabiano              | 0-3 P1  | 5:44        | Masaki Etō                       | 0         |         |
| 0         | Benni Ljungbeck                  | 4-0 TF  | 5:54        | Ronny Sigde                      | 2         |         |
| 0         | Bambis Cholidis                  |         |             | Bez walki                        |           |         |
| Finał     |                                  |         |             |                                  |           |         |
|           | Bambis Cholidis                  | 3-1 PP  | 5-2         | Benni Ljungbeck                  |           |         |
|           | Masaki Etō                       | 3-1 PP  | 6-6         | Bambis Cholidis                  |           |         |
|           | Benni Ljungbeck                  | 0-4 TF  | 4:25        | Masaki Etō                       |           |         |

#### Klasyfikacja
| Zawodnik                         | Przegrane | Runda | Punktacja | Finał |
| -------------------------------- | --------- | ----- | --------- | ----- |
| Masaki Etō                       | 0         | -     | 10        | 7     |
| Bambis Cholidis                  | 0         | -     | 7         | 4     |
| Benni Ljungbeck                  | 0         | -     | 10        | 1     |
| Antonino Caltabiano              | 2         | 3     | 4         |       |
| Ronny Sigde                      | 2         | 3     | 4         |       |
| Ilpo Seppälä                     | 2         | 2     | 2         |       |
| Ali Laszkar                      | 2         | 2     | 1         |       |
| Abd al-Latif Chalaf Abd al-Latif | 2         | 2     | 0         |       |

#### Grupa B
| Przegrane | Zawodnik              | Wynik      | Czas/Punkty | Zawodnik              | Przegrane |         |
| Runda 1   | Runda 1               | Runda 1    | Runda 1     | Runda 1               | Runda 1   | Runda 1 |
| --------- | --------------------- | ---------- | ----------- | --------------------- | --------- | ------- |
| 1         | Patrice Mourier       | 1-3 PP     | 2-8         | Niculae Zamfir        | 0         |         |
| 1         | Park Byeong-hyo       | 0.5-3.5 SP | 4-12        | Mehmet Serhat Karadağ | 0         |         |
| 0         | Frank Famiano         | 4-0 ST     | 13-0        | Servio Severino       | 1         |         |
| 1         | Ernesto Bahena        | 0-4 ST     | 0-13        | Pasquale Passarelli   | 0         |         |
| Runda 2   |                       |            |             |                       |           |         |
| 2         | Patrice Mourier       | 0-4 TF     | 5:23        | Park Byeong-hyo       | 1         |         |
| 1         | Niculae Zamfir        | 0-3 PO     | 0-1         | Mehmet Serhat Karadağ | 0         |         |
| 0         | Frank Famiano         | 4-0 ST     | 17-5        | Ernesto Bahena        | 2         |         |
| 2         | Servio Severino       | 0-4 ST     | 2-16        | Pasquale Passarelli   | 0         |         |
| Runda 3   |                       |            |             |                       |           |         |
| 1         | Niculae Zamfir        | 3-1 PP     | 8-5         | Park Byeong-hyo       | 2         |         |
| 1         | Mehmet Serhat Karadağ | 0-4 ST     | 5-18        | Frank Famiano         | 0         |         |
| 0         | Pasquale Passarelli   |            |             | Bez walki             |           |         |
| Runda 4   |                       |            |             |                       |           |         |
| 0         | Pasquale Passarelli   | 3.5-0 PS   | 4:10        | Mehmet Serhat Karadağ | 2         |         |
| 1         | Niculae Zamfir        | 3-0 P1     | 4:30        | Frank Famiano         | 1         |         |
| Finał     |                       |            |             |                       |           |         |
|           | Niculae Zamfir        | 3-0 P1     | 4:30        | Frank Famiano         |           |         |
|           | Pasquale Passarelli   | 0-0 P0     | 5:47        | Niculae Zamfir        |           |         |
|           | Frank Famiano         | 0-4 ST     | 2-14        | Pasquale Passarelli   |           |         |

#### Klasyfikacja
| Zawodnik              | Przegrane | Runda | Punktacja | Finał |
| --------------------- | --------- | ----- | --------- | ----- |
| Pasquale Passarelli   | 0         | -     | 11.5      | 6     |
| Niculae Zamfir        | 1         | -     | 9         | 3     |
| Frank Famiano         | 1         | -     | 12        | 0     |
| Mehmet Serhat Karadağ | 2         | 4     | 6.5       |       |
| Park Byeong-hyo       | 2         | 3     | 5.5       |       |
| Patrice Mourier       | 2         | 2     | 1         |       |
| Ernesto Bahena        | 2         | 2     | 0         |       |
| Servio Severino       | 2         | 2     | 0         |       |

### Runda finałowa[12]
| Zawodnik        | Wynik           | Czas/Punkty     | Zawodnik            |                 |
| O piąte miejsce | O piąte miejsce | O piąte miejsce | O piąte miejsce     | O piąte miejsce |
| --------------- | --------------- | --------------- | ------------------- | --------------- |
| Benni Ljungbeck | 0-4 PA          |                 | Frank Famiano       |                 |
| O brązowy medal |                 |                 |                     |                 |
| Bambis Cholidis | 3-1 PP          | 2-1             | Niculae Zamfir      |                 |
| Finał           |                 |                 |                     |                 |
| Masaki Etō      | 1-3 PP          | 5-8             | Pasquale Passarelli |                 |